# Samel-familien
Samel-familien (Theophrastaceae) er en familie af lyngplanter. Alle slægter i denne familie er nu (2009) optaget i Kodriver-familien.